# Icône de la Mère de Dieu de Tikhvine

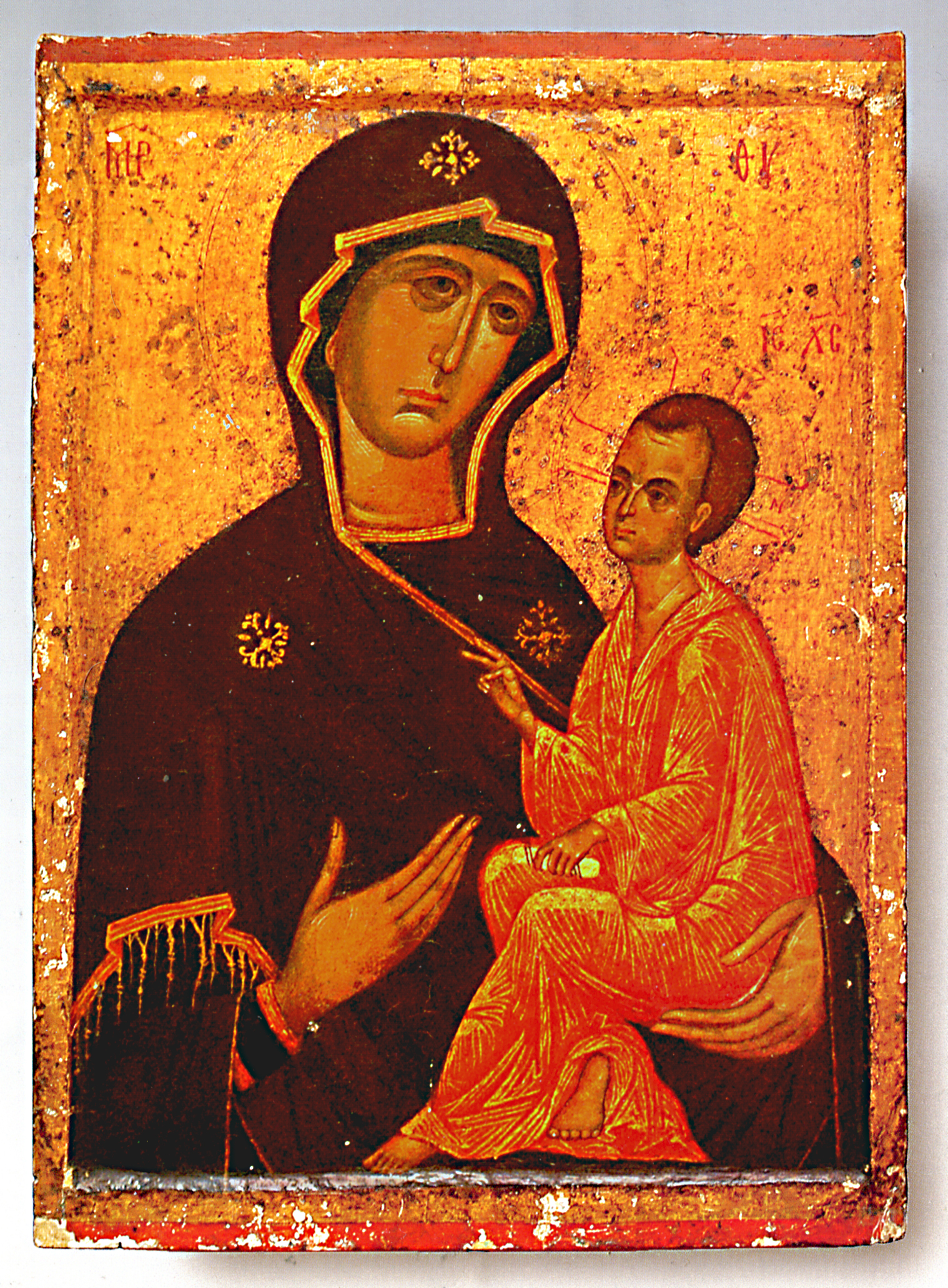
Icône de Tikhivine sans son oklad.

L'icône de la Mère de Dieu de Tikhvine est, selon la légende, une des icônes de Vierge Marie peinte par l'évangéliste Luc. Au Ve siècle, de Jérusalem elle a été déplacée à Constantinople, où, pour elle, a été construite la basilique Sainte-Marie-des-Blachernes. À la différence de l'icône de Notre-Dame de Smolensk, celle de Tikhvine est plus douce, plus tendre. Marie est légèrement penchée vers l'enfant Jésus. Sa main droite est ramenée sur sa poitrine en signe d'adoration de son fils. L'iconographie de cette icône combine la solennité de la Vierge de type odigitria et le côté maternel de la Vierge éléousa. Sa fête est le 26 juin selon le calendrier julien soit le 9 juillet selon le calendrier grégorien. 

## Histoire
En 1383, 70 ans avant la Chute de Constantinople, l’icône disparait des Blachernes et apparaît sur les eaux du lac Ladoga, dans la principauté de Novgorod. Puis elle se déplace vers Tikhvine où un monastère sera fondé en l'honneur de la Vierge de Tikhine. Au début, sur le site de l'apparition de l'icône est construite une église en bois en l'honneur de l'Assomption de la Vierge. Grâce aux efforts du grand-duc Vassili III (1505 - 1533), une église en pierre est érigée au lieu d’une église en bois. En 1560, par ordre du tsar Ivan le Terrible, un monastère est construit à Tikhvine, entouré d'un mur de pierre. À l'époque d'Ivan le Terrible et du métropolite Macaire l'icône miraculeuse était régulièrement transportée à Moscou.  
Le culte de l'icône de la Mère de Dieu de Tikhvine s'est surtout répandu en Russie après les évènements des années 1613-1614. À cette époque de la guerre d'Ingrie, les troupes suédoises, après avoir pris la ville de Novgorod, tentent à plusieurs reprises de détruire le monastère de Tikhvine, qui est sauvé, selon la légende, par l'Intercession de la Mère de Dieu. À l’approche de l’armée suédoise, les moines décident de fuir le monastère, en prenant l’icône du miracle, mais ils ne peuvent pas le déplacer. Les plus faibles restent au monastère, espérant la protection de la Mère de Dieu. Ce nombre insignifiant de défenseurs du monastère repousse avec succès les attaques des forces ennemies, qui leur étaient bien supérieures. Après cette victoire miraculeuse sur les Suédois, les ambassadeurs du tsar sont arrivés au monastère. Ils apportent une copie de l'icône miraculeuse, et se rendent au village de Stolbovo, à 50 verstes de Tikhvine, où le 10 février 1617, le traité de Stolbovo est conclu avec les Suédois. Le principal garant de la paix du côté russe était la copie apportée de l'icône miraculeuse. Plus tard, cette copie a été apportée à Moscou et placée dans la cathédrale de la Dormition, puis, à la demande des Novgorodiens, participants à la guerre avec les Suédois, elle est envoyée à Novgorod et placée dans la cathédrale Sainte-Sophie de Novgorod,.